# Мале Алпаєво
Мале Алпа́єво (рос. Малое Алпаево) — село у складі Бугурусланського району Оренбурзької області, Росія.

## Населення
Населення — 21 особа (2010; 54 у 2002).
Національний склад (станом на 2002 рік):
- мордва — 39 %
- росіяни — 37 %